# Кучулат (Салаж)
Кучулат (рум. Cuciulat) насеље је у Румунији у округу Салаж у општини Летка. Oпштина се налази на надморској висини од 216 m.

## Становништво
Према подацима из 2002. године у насељу је живело 241 становника, од којих су сви румунске националности.